# قائمة رؤساء الدول والحكومات الحاليين
فيما يلي قائمة رؤساء الدول والحكومات الحاليين، وتظهر رؤساء الدول ورؤساء الحكومات في حالة اختلافهما، وبشكل رئيسي في الدول ذات النظام البرلماني. كما تتضمن القائمة أسماء آخر المرشحين لرئاسة الدول بتواريخ معينة.
في بعض الحالات، وخاصة في الأنظمة الرئاسية، يكون أحد الزعماء هو رئيس الدولة ورئيس الحكومة. في حالات أخرى، وخاصة في الأنظمة شبه الرئاسية والبرلمانية، يكون رئيس الدولة ورئيس الحكومة شخصين مختلفين. في الأنظمة شبه الرئاسية والبرلمانية، يتم تنفيذ دور رئيس الحكومة (أي التنفيذي) من قبل رئيس الحكومة ورئيس الدولة المذكورين.
في الدول ذات الحزب الواحد، يكون زعيم الحزب الحاكم (مثل الأمين العام) هو الزعيم الفعلي للدولة عادةً ، على الرغم من أن هذا الزعيم يشغل أحيانًا منصب الرئاسة أو رئاسة الوزراء. في أندورا وإيران ومدينة الفاتيكان (الكرسي الرسولي)، يعمل رجل الدين أيضًا كرئيس للدولة. في أندورا، يكون هذا هو أسقف أورغيل، أمير أندورا المشارك؛ وفي إيران، يكون هذا هو القائد الأعلى؛ وفي مدينة الفاتيكان، يكون هذا هو البابا، الذي هو أيضًا رئيس الحكومة (رئيس محافظة دولة مدينة الفاتيكان).

## الدول المعترف بها الأعضاء والدول المراقبة فيالأمم المتحدة
| الدولة                      | رئيس الدولة | رئيس الحكومة |
| --------------------------- | --- | --- |
| إثيوبيا                     | الرئيس تايي أتسكي سيلاسي | رئيس الوزراء آبي أحمد علي |
| أذربيجان                    | الرئيس إلهام علييف | رئيس الوزراء علي أسادوف |
| إرتريا                      | الرئيس أسياس أفورقي | الرئيس أسياس أفورقي |
| الأرجنتين                   | الرئيس خافيير مايلي | الرئيس خافيير مايلي |
| الأردن                      | الملك عبد الله الثاني بن الحسين | ولي العهد الحسين بن عبدالله الثاني |
| أرمينيا                     | الرئيس فاهاجن خاتشاتوريان | رئيس الوزراء نيكول باشينيان |
| إسبانيا                     | الملك فيليب السادس | رئيس وزراء بيدرو سانشيز |
| أستراليا                    | الملكة تشارلز الثالث الحاكم العام سام موستين | رئيس الوزراء أنتوني ألبانيز |
| إستونيا                     | الرئيس ألار كاريس | رئيس الوزراء كريستين ميشال |
| إسرائيل                     | الرئيس إسحاق هرتصوغ | رئيس الوزراء بنيامين نتنياهو |
| أفغانستان                   | الأمير هبة الله آخند زاده | رئيس الوزراء محمد حسن آخند |
| جمهورية إفريقيا الوسطى      | الرئيس فوستان آرشانج تواديرا | رئيس الوزراء فيليكس مولوا |
| الإكوادور                   | الرئيس دانيال نوبوا | الرئيس دانيال نوبوا |
| ألبانيا                     | الرئيس باجرام بيجاج | رئيس الوزراء إيدي راما |
| السلفادور                   | الرئيس نجيب أبو كيلة | الرئيس نجيب أبو كيلة |
| ألمانيا                     | الرئيس الفدرالي فرانك-فالتر شتاينماير | المستشار فريدرش ميرتس |
| الإمارات العربية المتحدة    | الرئيس محمد بن زايد آل نهيان | رئيس الوزراء محمد بن راشد آل مكتوم |
| أنتيغوا وباربودا            | الملك تشارلز الثالث الحاكم العام رودني وليامز | رئيس الوزراء غاستون براون |
| أندورا                      | الأمير المشارك الفرنسي إيمانويل ماكرون الأمير المشارك الأسقفي جوزيب لويس سيرانو الممثل الشخصي للأمير المشارك الفرنسي بياتريس فور الممثل الشخصي للأمير المشارك الأسقفي إدوارد إيبانيث | رئيس الوزراء كزافييه إسبوت زامورا |
| إندونيسيا                   | الرئيس فرابوو سوبيانتو | الرئيس فرابوو سوبيانتو |
| أنغولا                      | الرئيس جواو مانويل غونسالفيس لورينسو | الرئيس جواو مانويل غونسالفيس لورينسو |
| الأوروغواي                  | الرئيس ياماندو أورسي | الرئيس ياماندو أورسي |
| أوزبكستان                   | الرئيس شوكت ميرضيايف | رئيس الوزراء عبد الله عارفوف |
| أوغندا                      | الرئيس يوري موسفني | رئيس الوزراء روبينا نبانجا |
| أوكرانيا                    | الرئيس فولوديمير زيلينسكي | رئيس الوزراء دنيس أناتوليفيج شميكال |
| إيران                       | القائد علي خامنئي | الرئيس مسعود بزشكيان |
| أيرلندا                     | الرئيس مايكل دانييل هيجينز | رئيس الوزراء مايكل مارتن |
| آيسلندا                     | الرئيس هلا توماسدوتير | رئيس الوزراء كريسترون فروستادوتير |
| إيطاليا                     | الرئيس سيرجيو ماتاريلا | رئيس مجلس الوزراء جورجيا ميلوني |
| بابوا غينيا الجديدة         | الملك تشارلز الثالث الحاكم العام بوب داداي | رئيس الوزراء جيمس مارب |
| باراغواي                    | الرئيس سانتياغو بينيا | الرئيس سانتياغو بينيا |
| باكستان                     | الرئيس آصف علي زرداري | رئيس الوزراء شهباز شريف |
| بالاو                       | الرئيس سورانجل ويبس جونيور | الرئيس سورانجل ويبس جونيور |
| البحرين                     | الملك حمد بن عيسى بن سلمان آل خليفة | رئيس الوزراء سلمان بن حمد آل خليفة |
| البرازيل                    | الرئيس لويس إيناسيو لولا دا سيلفا | الرئيس لويس إيناسيو لولا دا سيلفا |
| باربادوس                    | الرئيس ساندرا ماسون | رئيس الوزراء ميا موتلي |
| البرتغال                    | الرئيس مارسيلو ريبيلو دي سوزا | رئيس الوزراء لويس مونتينيغرو |
| بروناي                      | السلطان حسن البلقيه | السلطان حسن البلقيه |
| بلجيكا                      | ملك فيليب | رئيس الوزراء بارت دي فيفير |
| بلغاريا                     | الرئيس رومن راديف | رئيس الوزراء كيريل بيتكوف |
| بليز                        | الملك تشارلز الثالث الحاكم العام كولفيل يونغ | رئيس الوزراء جوني بريسينو |
| بنغلاديش                    | الرئيس محمد شهاب الدين | رئيسة الوزراء محمد يونس |
| بنين                        | الرئيس باتريس تالون | الرئيس باتريس تالون |
| بوتان                       | الملك جيغمي خيشار نمجيل وانغشاك | رئيس الوزراء لوتاي تشيرينج |
| بوتسوانا                    | الرئيس موكجويتسي ماسيسي | الرئيس موكجويتسي ماسيسي |
| بوركينا فاسو                | رئيس المجلس العسكري إبراهيم تراوري | جان إيمانويل أويدراوغو |
| بوروندي                     | الرئيس إيفاريست ندايشيميي | الرئيس إيفاريست ندايشيميي |
| البوسنة والهرسك             | مجلس الرئاسة البوسني: رئيس مجلس الرئاسة دينيس بيتشيروفيتش رئيس مجلس الوزراء بوريانا كريشتو الممثل السامي للبوسنة والهرسك كريستيان شميدت (ألماني الأصل)                               | مجلس الرئاسة البوسني: رئيس مجلس الرئاسة دينيس بيتشيروفيتش رئيس مجلس الوزراء بوريانا كريشتو الممثل السامي للبوسنة والهرسك كريستيان شميدت (ألماني الأصل)          |
| بولندا                      | الرئيس أندجي دودا | رئيس الوزراء ماتيوز موراوسكي |
| بوليفيا                     | الرئيس لويس آرسي | الرئيس لويس آرسي |
| بنما                        | الرئيس خوسيه راؤول مولينو | الرئيس خوسيه راؤول مولينو |
| جزر البهاما                 | الملك تشارلز الثالث الحاكم العام مارغريت بيندلينغ | رئيس الوزراء فيليب ديفيس |
| بيرو                        | الرئيس دينا بولوارت | رئيس الوزراء إدواردو أرانا يسا |
| تايلاند                     | الملك فاجيرالونغكورن | رئيس الوزراء باتونجتارن شيناواترا |
| تركمانستان                  | الرئيس سردار بردي محمدوف | الرئيس سردار بردي محمدوف |
| تركيا                       | الرئيس رجب طيب أردوغان | الرئيس رجب طيب أردوغان |
| ترينيداد وتوباغو            | الرئيس كريستين كانغالو | رئيس الوزراء كيث رولي |
| تشاد                        | الرئيس محمد ديبي | رئيس الوزراء ألاماي هلينا |
| جمهورية التشيك              | الرئيس ميلوش زيمان | رئيس الوزراء أندريه بابیش |
| تشيلي                       | الرئيس غابرييل بوريك | الرئيس غابرييل بوريك |
| تنزانيا                     | الرئيسة سامية حسن | رئيس الوزراء قاسم المجاليوة |
| توغو                        | الرئيس فور غناسينغبي | رئيس الوزراء فيكتوار توميغا داغبي |
| توفالو                      | الملك تشارلز الثالث الحاكم العام توفيجا فايفالو فالاني | رئيس الوزراء إنال سوبواغا |
| تونس                        | الرئيس قيس سعيد | الوزير الأول سارة الزعفراني |
| تونغا                       | الملك توبو السادس | رئيس الوزراء بوهيفا تويونيتوا |
| تيمور الشرقية               | الرئيس جوزيه راموس هورتا | رئيس الوزراء تور ماتان رواك |
| جامايكا                     | الملك تشارلز الثالث الحاكم العام باتريك ألان | رئيس الوزراء أندرو هولنيس |
| الجبل الأسود                | الرئيس ميلو دوكانوفيتش | رئيس الوزراء دريتان أبازوفيتش |
| غرينادا                     | الملك تشارلز الثالث الحاكم العام سيسيل غرينادا | رئيس الوزراء كیت میچل |
| الجزائر                     | الرئيس عبد المجيد تبون | الوزير الأول نذير العرباوي |
| جنوب إفريقيا                | الرئيس سيريل رامافوزا | الرئيس سيريل رامافوزا |
| جورجيا                      | الرئيس ميخائيل كافيلاشفيلي | رئيس الوزراء إيراكلي كوباخيدزه |
| جيبوتي                      | الرئيس إسماعيل عمر جيله | رئيس الوزراء عبد القادر كميل محمد |
| الدنمارك                    | ملكة مارغريت الثانية | رئيس الوزراء مته فريدريكسن |
| دومينيكا                    | الرئيس جارلز ساوارین | رئيس الوزراء روزفلت سكيريت |
| جمهورية الدومينيكان         | الرئيس دانيلو ميدينا | الرئيس دانيلو ميدينا |
| الرأس الأخضر                | الرئيس خورخي كارلوس فونسيكا | رئيس الوزراء یولیسز كوریا ای سیلوا |
| روسيا                       | رئيس فلاديمير بوتين | رئيس الوزراء ميخائيل ميشوستين |
| بيلاروس                     | رئيس ألكسندر لوكاشينكو | رئيس الوزراء ألكسندر تورتشين |
| رومانيا                     | الرئيس إيلي بولوجان | رئيس الوزراء كاتالين بريدويو (بالوكالة) |
| رواندا                      | الرئيس بول كاغامي | رئيس الوزراء إدوارد نجيرنتي |
| زامبيا                      | الرئيس إدغار لونغو | الرئيس إدغار لونغو |
| زيمبابوي                    | الرئيس إمرسون منانغاغوا | الرئيس إمرسون منانغاغوا |
| ساحل العاج                  | الرئيس الحسن واتارا | رئيس الوزراء أمادو غون كوليبالي |
| سانت كيتس ونيفيس            | الملك تشارلز الثالث الحاكم العام إيدموند لاورنس | رئيس الوزراء نيفيل سيناك |
| سانت لوسيا                  | الملك تشارلز الثالث الحاكمة العامة كاليوبا ويزي | رئيس الوزراء كيني آنتوني |
| سانت فينسنت والغرينادين     | الملك تشارلز الثالث الحاكم العام فريديريك بلانتين | رئيس الوزراء رالف غونزالاس |
| ساموا                       | حاكم البلد فآليتوا سوالافي الثاني | رئيس الوزراء تويليبا سايليل ماليلجاوي |
| سان مارينو                  | القباطنة الكبار ستيفانو بالميري ماتيو تشياشي | |
| ساو تومي وبرينسيب           | رئيس الجمهورية كارلوس فيلا نوفا | رئيس الوزراء خورخي بوم يسوع |
| السعودية                    | الملك سلمان بن عبد العزيز آل سعود | رئيس مجلس الوزراء محمد بن سلمان آل سعود |
| السنغال                     | الرئيس بشيرو جمعة فاي | رئيس الوزراء عثمان سونكو |
| سيشل                        | الرئيس وافيل رامكالاوان | الرئيس وافيل رامكالاوان |
| سيراليون                    | الرئيس جوليوس مادا بيو | رئيس الوزراء ديفيد ج. فرانسيس |
| سنغافورة                    | رئيس ثارمان شانموجاراتنام | رئيس الوزراء لورانس وونغ |
| سلوفاكيا                    | الرئيس بيتر بيليجريني | رئيس الوزراء روبرت فيكو |
| سلوفينيا                    | الرئيس بوروت باهور | رئيس الوزراء مرجان شاريك |
| جزر سليمان                  | الملك تشارلز الثالث الحاكم العام فرانك كابوي | رئيس الوزراء جيريميا مانيلي |
| سريلانكا                    | الرئيس رانيل ويكريمسينغه | رئيس الوزراء دينيش غوناواردينا |
| السودان                     | الرئيس عبد الفتاح عبد الرحمن البرهان | رئيس الوزراء كامل إدريس |
| سورينام                     | الرئيس تشان سانتوخي | الرئيس تشان سانتوخي |
| إسواتيني                    | الملك مسواتي الثالث | رئيس الوزراء راسيل دلاميني |
| السويد                      | ملك كارل السادس عشر غوستاف | رئيس الوزراء أولف كريستيرسون |
| سويسرا                      | رئيس الاتحاد أولي ماورر | رئيس الاتحاد أولي ماورر |
| سوريا                       | الرئيس أحمد الشرع | الرئيس أحمد الشرع |
| صربيا                       | الرئيس ألكسندر فوتشيتش | رئيس الوزراء ميلوس فوتشفيتش |
| الصومال                     | الرئيس حسن شيخ محمود | رئيس الوزراء حمزة عبدي بري |
| الصين                       | الرئيس والسكرتير العام للجنة المركزية للحزب الشيوعي الصيني شي جين بينغ | رئيس الوزراء لي تشانغ |
| الفلبين                     | الرئيس بونغ بونغ ماركوس | الرئيس بونغ بونغ ماركوس |
| دولة فلسطين                 | الرئيس محمود عباس | رئيس الوزراء محمد مصطفى |
| العراق                      | الرئيس عبد اللطيف رشيد | رئيس الوزراء محمد شياع السوداني |
| ميانمار                     | الرئيس رئيس ميانمار | رئيس مجلس إدارة الدولة ورئيس الوزراء مين أونغ هلاينغ |
| الهند                       | الرئيس دروبادي مورمو | رئيس الوزراء ناريندرا مودي |
| غينيا الاستوائية            | الرئيس تيودورو اوبيانج نجوما مباسوغو | رئيس الوزراء فرانسيسكو باسكوال اوباما |
| النمسا                      | الرئيس ألكسندر فان دير بيلين | المستشار سيباستيان كورتس |
| كمبوديا                     | الملك نورودوم سيهاموني | رئيس الوزراء هون مانيت |
| الكاميرون                   | الرئيس بول بيا | رئيس الوزراء جوزيف ديون نغوت |
| كندا                        | الملك تشارلز الثالث الحاكم العام ماري سيمون | رئيس الوزراء مارك كارني |
| كولومبيا                    | الرئيس غوستافو بيترو | الرئيس غوستافو بيترو |
| جزر القمر                   | الرئيس غزالي عثماني | الرئيس غزالي عثماني |
| جمهورية الكونغو             | الرئيس دنيس ساسو نغيسو | رئيس الوزراء كليمونت موامبا |
| جمهورية الكونغو الديمقراطية | الرئيس فليكس تشيسكيدي | رئيس الوزراء برونو تشيبالا |
| كوستاريكا                   | الرئيس رودريغو تشافيس روبلز | الرئيس رودريغو تشافيس روبلز |
| كرواتيا                     | الرئيس زوران ميلانوفيتش | رئيس الوزراء أندريه بلينكوفيتش |
| كوبا                        | الرئيس ميغيل دياز كانيل | الرئيس ميغيل دياز كانيل |
| قبرص                        | الرئيس نيكوس أناستاسيادس | الرئيس نيكوس أناستاسيادس |
| مصر                         | الرئيس عبد الفتاح السيسي | رئيس الوزراء مصطفى مدبولي |
| فيجي                        | الرئيس جورج كونروت | رئيس الوزراء فرانك باينيماراما |
| فنلندا                      | الرئيس ساولي نينيستو | رئيس الوزراء سانا مارين |
| فرنسا                       | الرئيس إيمانويل ماكرون | رئيس الوزراء غابرييل عتال |
| الغابون                     | الرئيس الانتقالي بريس أوليغي نغيما | رئيس الوزراء جوليان نكغ بيكال |
| غامبيا                      | الرئيس آداما بارو | الرئيس آداما بارو |
| غانا                        | الرئيس نانا أكوفو أدو | الرئيس نانا أكوفو أدو |
| اليونان                     | الرئيس إيكاتيريني ساكيلاروبولو | رئيس الوزراء كيرياكوس ميتسوتاكيس |
| غواتيمالا                   | الرئيس جيمي موراليس | الرئيس جيمي موراليس |
| غينيا بيساو                 | الرئيس عمر سيسكو إمبالو | رئيس الوزراء نونو نابيام |
| غينيا                       | رئيس المجلس العسكري ألفا كوندي | رئيس الوزراء دومينغوس بيريرا سيمويس |
| غيانا                       | الرئيس محمد عرفان علي | رئيس الوزراء إبراهيما كاسوري فوفانا |
| هايتي                       | الرئيس المؤقت أرييل هنري | رئيس الوزراء أرييل هنري |
| هندوراس                     | الرئيسة زيومارا كاسترو | الرئيسة زيومارا كاسترو |
| المجر                       | الرئيس تاماس سوليوك | رئيس الوزراء فيكتور أوربان |
| اليابان                     | الإمبراطور ناروهيتو | رئيس الوزراء يوشيهيديه سوغا |
| كازاخستان                   | الرئيس قاسم جومارت توكاييف | رئيس الوزراء عليخان سمايلوف |
| كينيا                       | الرئيس أوهورو كينياتا | الرئيس أوهورو كينياتا |
| كيريباتي                    | الرئيس تانيتي مامو | الرئيس تانيتي مامو |
| الكويت                      | الأمير مشعل الأحمد الجابر الصباح | رئيس الوزراء أحمد العبدالله الجابر الصباح |
| كوسوفو                      | الرئيس فيوزا عثماني | رئيس الوزراء ألبين كورتي |
| قرغيزستان                   | الرئيس صدير جاباروف | رئيس الوزراء عاقلبيك جباروف |
| لاوس                        | الأمين العام لحزب الشعب الثوري اللاوسي بونغ نانغ فوراشيث الرئيس بونغ نانغ فوراشيث | رئيس الوزراء ثونجلون سيسوليث |
| لاتفيا                      | الرئيس ريموندز فيجونس | رئيس الوزراء آرثر كاريس |
| لبنان                       | جوزيف عون | رئيس الوزراء نواف سلام |
| ليسوتو                      | الملك ليتسي الثالث | رئيس الوزراء توم تابان |
| ليبيريا                     | الرئيس جورج ويا | الرئيس جورج ويا |
| ليبيا                       | رئيس المجلس الرئاسي محمد المنفي | رئيس الوزراء عبد الحميد الدبيبة |
| ليختنشتاين                  | الأمير السيادي هانز آدم الثاني الوصي على ليختنشتاين الأمير آلويس | رئيس الوزراء أدريان هاسلر |
| ليتوانيا                    | الرئيس غيتاناس ناوسيدا | رئيس الوزراء إنغريدا سيمونيته |
| لوكسمبورغ                   | الدوق الأكبر الدوق الأكبر هنري | رئيس الوزراء كزافييه بيتل |
| مقدونيا                     | الرئيس ستيفو بنداروفسكي | رئيس الوزراء ديميتار كوفاتشيفسكي |
| مدغشقر                      | الرئيس أندريه راجولينا | رئيس الوزراء كريستيان نتساي |
| مالاوي                      | الرئيس لازاروس مكارثي تشاكويرا | الرئيس لازاروس مكارثي تشاكويرا |
| ماليزيا                     | الملك عبد الله أحمد شاه | رئيس الوزراء أنور إبراهيم |
| جزر المالديف                | الرئيس محمد معزو | الرئيس محمد معزو |
| مالي                        | الرئيس أسيمي غويتا | رئيس الوزراء سومايلو بوبيي ميغا |
| مالطا                       | الرئيسة ماري لويز كوليرو بريكا | رئيس الوزراء جوزيف موسكات |
| جزر مارشال                  | الرئيس هيلدا هاين | الرئيس هيلدا هاين |
| موريتانيا                   | الرئيس محمد ولد الغزواني | رئيس الوزراء محمد ولد بلال |
| موريشيوس                    | الرئيس بريثفيراجسينغ روبون | رئيس الوزراء برافيند جوجناوث |
| المكسيك                     | الرئيس أندريس مانويل لوبيس أوبرادور | الرئيس أندريس مانويل لوبيس أوبرادور |
| ولايات ميكرونيسيا المتحدة   | الرئيس ويسلي سيمينا | الرئيس ويسلي سيمينا |
| مولدوفا                     | الرئيس مايا ساندو | رئيس الوزراء ناتاليا غافريليتا |
| موناكو                      | الأمير ألبير الثاني | وزير إمارة موناكو سيرج تيلي |
| منغوليا                     | الرئيس أوخنانغين خورلسوخ | رئيس الوزراء جارتالونغين اردينبيت |
| المغرب                      | الملك محمد السادس | رئيس الوزراء عزيز أخنوش |
| موزمبيق                     | الرئيس فيليب نيوسي | رئيس الوزراء كارلوس أجوستينيو دو روزاريو |
| ناميبيا                     | الرئيس هاكه كينكوب | رئيس الوزراء سارا كوغونجيلوا أمادهيلا |
| ناورو                       | الرئيس بارون واكا | الرئيس بارون واكا |
| نيبال                       | الرئيس رام شاندرا بودل | رئيس وزراء نيبال شير بهادور ديوبا |
| هولندا                      | الملك ويليم ألكساندر | رئيس الوزراء مارك روته |
| نيوزيلندا                   | الملك تشارلز الثالث حاكم عام نيوزيلندا باتسي ريدي | رئيسة الوزراء جاسيندا أرديرن |
| نيكاراغوا                   | الرئيس دانييل أورتيغا | الرئيس دانييل أورتيغا |
| النيجر                      | رئيس المجلس العسكري عبد الرحمن تشياني | رئيس الوزراء بريجي رافيني |
| نيجيريا                     | الرئيس بولا تينوبو | الرئيس بولا تينوبو |
| كوريا الشمالية              | «المرشد الأعلى» والأمين الأول لحزب العمال الكوري والرئيس الأول للجنة الدفاع الوطني ورئيس هيئة رئاسة الجمعية الشعبية العليا كم جونغ أون الوزير الأول باك بونغ جو                      | «المرشد الأعلى» والأمين الأول لحزب العمال الكوري والرئيس الأول للجنة الدفاع الوطني ورئيس هيئة رئاسة الجمعية الشعبية العليا كم جونغ أون الوزير الأول باك بونغ جو |
| النرويج                     | الملك هارالد الخامس | رئيس الوزراء إرنا سولبرغ |
| عُمان                        | سلطان عمان هيثم بن طارق | سلطان عمان هيثم بن طارق |
| قطر                         | الأمير تميم بن حمد آل ثاني | رئيس الوزراء عبد الله بن ناصر بن خليفة آل ثاني |
| كوريا الجنوبية              | الرئيس يون سوك يول | رئيس الوزراء جونغ هونغ وون |
| طاجيكستان                   | الرئيس إمام علي رحمانوف | رئيس الوزراء قاهر رسول‌ زاده |
| المملكة المتحدة             | الملك تشارلز الثالث | رئيس الوزراء ريشي سوناك |
| الولايات المتحدة            | الرئيس دونالد ترامب | الرئيس دونالد ترامب |
| فانواتو                     | الرئيس نيكينيكي فوروبارافو | رئيس الوزراء شارل سلوي |
| الفاتيكان                   | بابوية كاثوليكية البابا فرنسيس | رئيس اللجنة الباباوية بيترو بارولين |
| فنزويلا                     | الرئيس نيكولاس مادورو | الرئيس نيكولاس مادورو |
| فيتنام                      | الرئيس نجوين شوان فوك | رئيس الوزراء فام مينه تشين |
| اليمن                       | رئيس المجلس الرئاسي رشاد محمد العليمي | رئيس الوزراء معين عبد الملك سعيد |

## كيانات قريبة من مكونات الدولة
| الكيان               | رئيس الدولة                                                | رئيس الوزراء                     |
| -------------------- | ---------------------------------------------------------- | -------------------------------- |
| فرسان مالطة          | المستشار الأكبر: جياكومو دالا توري دل تيمبيو دي سانغوينيتو | السيد الأكبر : فيليب ألبريشت فون |
| فلسطين (دولة فلسطين) | الرئيس محمود عباس                                          |                                  |
| الفاتيكان            |                                                            |                                  |
| الاتحاد الأوروبي     | رئيس المفوضية الأوروبية جان كلود يونكر                     |                                  |
| الاتحاد الأوروبي     | رئيس مجلس أوروبا دونالد توسك                               |                                  |

## دول بحكم الأمر الواقع مستقلة
تسيطر الدول التالية على جزء من أراضيها على الأقل ويتم الاعتراف بها من قبل دولة واحدة على الأقل من الدول الأعضاء في الأمم المتحدة.
| الدولة                 | رئيس الوزراء                     | رئيس الوزراء                  |
| ---------------------- | -------------------------------- | ----------------------------- |
| أبخازيا                | رئيس المجلس الأعلى راؤول خاجيمبا | رئيس الوزراء فاليري لا تفعل   |
| قبرص الشمالية          | الرئيس مصطفى أقينجي              | رئيس الوزراء أوزكن جيوغلو     |
| أوسيتيا الجنوبية       | الرئيس آناتولی بی بیوف           | رئيس الوزراء إريك بوخاييف     |
| جمهورية الصين (تايوان) | الرئيس لاي تشينغ دي              | رئيس الوزراء تشو جونج تاي     |
| أرض البنط              | الرئيس عبد الرحمن محمد فارول     |                               |
| صوماليلاند             | الرئيس موسى بيهي عبدي            |                               |
| ترانسنيستريا           | الرئيس فاديم كراسنوسيلسكي        | رئيس الوزراء الكساندر مارتینف |

## حكومات بديلة أو قائمة في المنفى
| الدولة                  | رئيس الوزراء           | رئيس الوزراء                   |
| ----------------------- | ---------------------- | ------------------------------ |
| جمهورية لوغانسك الشعبية | إيغور بلونيتسكي        | رئيس الوزراء هيناديي تسيبكالوف |
| الشيشان                 | الرئيس رمضان قديروف    |                                |
| تبت                     | رئيس الوزراء وو ينج جي |                                |

## وصلات خارجية
- Rulers.org قائمة الزعماء
- WorldPresidentsDB.com قاعدة بيانات رؤساء الدول

1. ↑  في هذه الحالة، يكون الرئيس رئيسا للدولة ورئيس الحكومة. قد يكون منصب رئيس الوزراء موجودا في هذه الولايات، لكنه لا يوجه السلطة التنفيذية - ولا الرئيس القرغيزستاني لمجلس الوزراء أو رئيس مجلس الوزراء البيروفي أو رئيس وزراء سيراليون.
2. ↑   في هذه الحالة، يكون الرئيس رئيسا للدولة ورئيس الحكومة. قد يكون منصب رئيس الوزراء موجودا في هذه الولايات، لكنه لا يوجه السلطة التنفيذية - ولا الرئيس القرغيزستاني لمجلس الوزراء أو رئيس مجلس الوزراء البيروفي أو رئيس وزراء سيراليون.
3. ↑  في هذه الحالة، يكون الرئيس رئيسا للدولة ورئيس الحكومة. قد يكون منصب رئيس الوزراء موجودا في هذه الولايات، لكنه لا يوجه السلطة التنفيذية - ولا الرئيس القرغيزستاني لمجلس الوزراء أو رئيس مجلس الوزراء البيروفي أو رئيس وزراء سيراليون.